# عماسا كوب
عماسا كوب هو ضابط ومحامي وقاضي وسياسي أمريكي، ولد في 27 سبتمبر 1823 في مقاطعة كراوفورد في الولايات المتحدة، وتوفي في 5 يوليو 1905 في لوس أنجلوس في الولايات المتحدة. نشط حزبياً في الحزب الجمهوري. وقد انتخب عضو جمعية ولاية ويسكونسن ‏ وانتخب عضو مجلس ولاية ويسكونسن ‏ وانتخب عضو مجلس النواب الأمريكي ‏.